# Rad (jednotka)
Rad je jednotka absorbované dávky ionizujícího záření používaná v zastaralé soustavě CGS. V soustavě SI je nahrazena 100krát větší jednotkou gray (Gy). Dávka 1 rad znamená, že každý kilogram ozářené látky pohltil 0,01 joulů energie.
1 rad = 100 erg/g = 0,01 J/kg = 0,01 Gy 

## Související jednotky
- rentgen (R) - jednotka expozice ionizujícímu záření
- gray (Gy) - jednotka dávky ionizujícího záření používaná v soustavě SI
- rem - jednotka dávkového ekvivalentu ionizujícího záření používaná v soustavě CGS
- sievert (Sv) - jednotka dávkového ekvivalentu ionizujícího záření používaná v soustavě SI